# Pierre Louis Maupertuis
Pierre-Louis Moreau de Maupertuis ([mopɛʁtɥi]; 1698, Saint-Jouan-des-Guérets - 27 de julio de 1759, Basilea, Suiza) fue un filósofo, hombre de letras,  matemático y astrónomo francés. Fue director de la Académie des Sciences y el primer presidente de la Academia Prusiana de las Ciencias, invitado por Federico el Grande, en 1745. Nació en el seno de una familia acomodada, su padre, René Moreau de Maupertuis, fue un próspero armador y capitán de fragata-corsario, ennoblecido por Luis XIV en 1708; llegó a ser director de la Compañía de las Indias Occidentales en St.Malo.
Maupertuis realizó una expedición a Laponia para determinar la forma de la Tierra. A menudo se le atribuye la invención del principio de mínima acción; una versión se conoce como principio de Maupertuis, una ecuación integral que determina la trayectoria seguida por un sistema físico. Su trabajo en historia natural es interesante en relación con la ciencia moderna, ya que tocó aspectos de la herencia y la lucha por la vida.

## Obra

### Principio de mínima acción
El principio de mínima acción establece que en todos los fenómenos naturales una cantidad llamada "acción" tiende a minimizarse.
Maupertuis desarrolló dicho principio a lo largo de dos décadas. Para él, la acción podía expresarse matemáticamente como el producto de la masa del cuerpo implicado, la distancia recorrida y la velocidad a la que se desplazaba.
En 1741, presentó a la Academia de Ciencias de París un trabajo titulado Loi du repos des corps (Ley del reposo de los cuerpos). En él demostraba que un sistema de cuerpos en reposo tiende a alcanzar una posición en la que cualquier cambio crearía el menor cambio posible en una cantidad que, según él, podía asimilarse a la acción.
En 1744, en otra ponencia ante la Academia de París, presentó su Accord de plusieurs lois naturelles qui avaient paru jusqu'ici incompatibles (Acuerdo de varias leyes naturales que hasta entonces parecían incompatibles) para demostrar que el comportamiento de la luz durante la refracción -cuando se curva al entrar en un nuevo medio- era tal que la trayectoria total que seguía, desde un punto en el primer medio hasta un punto en el segundo, minimizaba una cantidad que él asimilaba de nuevo a la acción.
Por último, en 1746 presentó a la Academia de Ciencias de Berlín otro trabajo, las Loix du mouvement et du repos (Leyes del movimiento y del reposo), en el que demostraba que las masas puntuales también minimizan la acción. Las masas puntuales son cuerpos que, a efectos de análisis, pueden considerarse como una cierta cantidad de materia (una masa) concentrada en un único punto. Un importante debate de principios del siglo XVIII se refería al comportamiento de tales cuerpos en las colisiones.
Los físicos cartesianos y newtonianos sostenían que, en sus colisiones, las masas puntuales conservaban tanto el momento como la velocidad relativa. Los leibnizianos, por otro lado, argumentaban que también conservaban lo que se llamaba fuerza viva o vis viva. Esto era inaceptable para sus oponentes por dos razones: la primera era que la conservación de la fuerza viva no se aplicaba a los llamados cuerpos "duros", cuerpos totalmente incompresibles, mientras que los otros dos principios de conservación sí lo hacían; la segunda era que la fuerza viva se definía por el producto de la masa y el cuadrado de la velocidad. ¿Por qué la velocidad aparecía dos veces en esta cantidad, como sugiere su elevación al cuadrado? Los leibnizianos argumentaban que era muy sencillo: toda la materia tiene una tendencia natural al movimiento, por lo que incluso en reposo existe una velocidad inherente a los cuerpos; cuando empiezan a moverse, hay un segundo término de velocidad que corresponde a su movimiento real.
Esto era un anatema para cartesianos y newtonianos. Una tendencia inherente al movimiento era una "cualidad oculta" del tipo que favorecían los escolásticos medievales y a la que había que resistirse a toda costa.
Hoy en día se rechaza el concepto de cuerpo "duro"; y la masa multiplicada por el cuadrado de la velocidad es sólo el doble de la energía cinética, por lo que la mecánica moderna reserva un papel importante a la cantidad heredera de "fuerza viva".
Para Maupertuis, sin embargo, era importante conservar el concepto de cuerpo duro. Y la belleza de su principio de mínima acción es que se aplica tanto a los cuerpos duros como a los elásticos. Como había demostrado que el principio se aplicaba también a los sistemas de cuerpos en reposo y a la luz, parecía que era verdaderamente universal.
La etapa final de su argumentación llegó cuando Maupertuis se propuso interpretar su principio en términos cosmológicos. La "mínima acción" suena como un principio de economía, más o menos equivalente a la idea de economía de esfuerzo en la vida cotidiana. Un principio universal de economía del esfuerzo parecería mostrar la acción de la sabiduría en la construcción misma del universo. En opinión de Maupertuis, se trata de un argumento más poderoso que cualquier otro para defender la existencia de un creador infinitamente sabio.
Publicó su pensamiento sobre estas cuestiones en su Essai de cosmologie (Ensayo de cosmología) de 1750. En él muestra que los principales argumentos esgrimidos para probar la existencia de Dios, a partir de las maravillas de la naturaleza o de la aparente regularidad del universo, son todos objetables (qué maravilla hay en la existencia de ciertos insectos particularmente repulsivos, qué regularidad hay en la observación de que todos los planetas giran casi en el mismo plano -exactamente el mismo plano podría haber sido sorprendente, pero "casi el mismo plano" es mucho menos convincente). Pero un principio universal de sabiduría proporciona una prueba innegable de la configuración del universo por un creador sabio.
De ahí que el principio de mínima acción no sólo sea la culminación del trabajo de Maupertuis en varios campos de la física, sino que él lo considera también su logro más importante en filosofía, ya que aporta una prueba incontrovertible de Dios.
Los fallos de su razonamiento consisten principalmente en que no hay ninguna razón evidente para considerar que el producto de la masa, la velocidad y la distancia corresponda a la acción, y menos aún que su minimización sea un principio de "economía" como la minimización del esfuerzo. En efecto, el producto de la masa, la velocidad y la distancia es matemáticamente equivalente al producto de la fuerza viva y el tiempo; así, la integral sobre la distancia del producto de la masa y la velocidad es equivalente a la integral sobre el tiempo de la fuerza viva. Leibniz ya había demostrado que esta cantidad puede ser minimizada o maximizada en los fenómenos naturales. Minimizar esta cantidad podría demostrar economía, pero ¿cómo podría maximizarla? (Véanse también los principios correspondientes de las acciones estacionarias de Lagrange y Hamilton).

### Relación con Kant
En Historia Natural Universal y Teoría de los Cielos, Immanuel Kant cita la discusión de 1745 de Maupertuis sobre objetos parecidos a nebulosas, que Maupertuis señala que son en realidad colecciones de estrellas, incluyendo la Andrómeda.
Arthur Schopenhauer sugirió que la "doctrina más importante y brillante" de Immanuel Kant -contenida en la Crítica de la razón pura (1781)- fue afirmada por Maupertuis:

¿Pero qué decir cuando encontramos la doctrina más importante y brillante de Kant, la de la idealidad del espacio y de la existencia meramente fenoménica del mundo corpóreo, expresada ya treinta años antes por Maupertuis? .... Maupertuis expresa esta doctrina paradójica tan decididamente, y sin embargo sin el añadido de la prueba, que debe suponerse que también la obtuvo de algún otro lugar.

### Biología

#### Embriología
En su obra Vénus physique (1745) Maupertuis se opuso a la teoría de la preformación del embrión entonces en boga, afirmando que el padre y la madre tienen una influencia semejante en la herencia. Maupertuis trata de explicar los fenómenos genéticos a partir de una teoría de atracción físico-química.

#### Evolución
Maupertuis publicó en el año de 1750 una obra titulada Essai de Cosmologie, en esa obra sostuvo que las leyes naturales son evidencia de la sabiduría de un Ser Supremo
Algunos historiadores de la ciencia señalan su trabajo en biología como un importante precursor del desarrollo de la teoría evolutiva, concretamente de la teoría de la selección natural. Otros escritores sostienen que sus observaciones son superficiales, vagas o incidentales a ese argumento en particular. El veredicto de Mayr fue "No era ni un evolucionista, ni uno de los fundadores de la teoría de la selección natural [pero] fue uno de los pioneros de la genética". Maupertuis defendía la teoría de la pangénesis, que postulaba que las partículas procedentes tanto de la madre como del padre eran las responsables de los caracteres del niño. Bowler le atribuye estudios sobre la herencia, el origen natural de las razas humanas y la idea de que las formas de vida pueden haber cambiado con el tiempo.
Maupertuis fue un fuerte crítico de los teólogos naturales, señalando fenómenos incompatibles con un concepto de un Creador bueno y sabio. También fue uno de los primeros en considerar a los animales en términos de poblaciones variables, en oposición a la tradición de la historia natural que hacía hincapié en la descripción de especímenes individuales.
La dificultad de interpretación de Maupertuis se puede calibrar leyendo las obras originales. A continuación, una traducción del Essai de cosmologie, seguida del pasaje original en francés:
¿Pero no podría decirse que en la combinación fortuita de las producciones de la Naturaleza, como sólo había aquellas en las que se encontraban ciertas relaciones de propiedad, que podían subsistir, no es maravilloso que esta propiedad se encuentre en todas las especies que existen actualmente? El azar, podríamos decir, ha producido una multitud innumerable de individuos; un pequeño número estaban construidos de tal manera que las partes del animal podían satisfacer sus necesidades; en otro número infinitamente mayor, no había ni propiedad ni orden: todos estos últimos han perecido; Animales sin boca no podían vivir, otros que carecían de órganos para la generación no podían perpetuarse; los únicos que han permanecido, son aquellos en los que el orden y la propiedad se encontraron: & estas especies que vemos hoy en día, son sólo la parte más pequeña de lo que un destino ciego había producido.
El mismo texto se publicó anteriormente (1748) como "Derivación de las leyes del movimiento y del equilibrio a partir de un principio metafísico"). King-Hele (1963) señala ideas similares, aunque no idénticas, de treinta años más tarde por David Hume en su Diálogos acerca de la religión natural (1777).
El principal debate en el que participó Maupertuis fue el que trató las teorías rivales de la generación (es decir, preformacionismo y epigénesis). Su explicación de la vida implicaba la generación espontánea de nuevos tipos de animales y plantas, junto con la eliminación masiva de formas deficientes. Estas ideas evitan la necesidad de un Creador, pero no forman parte del pensamiento moderno sobre la evolución. La fecha de estas especulaciones, 1745, coincide con la propia obra de Carl Linnaeus, por lo que es anterior a cualquier noción firme de especie. Además, el trabajo sobre genealogía, junto con el rastreo de caracteres fenotípicos a través de linajes, prefigura el trabajo posterior realizado en genética.
Maupertuis no consideraba que Dios había creado directamente a las especies, para Maupertuis, Dios en el inicio ordenó las leyes naturales que controlan el universo, y como consecuencia natural de esas leyes surgió la vida. Su perspectiva materialista y mecanicista (debida a su conocimiento de las teorías newtonianas le permitieron desarrollar una teoría de la vida. Según Maupertuis, las primeras formas de vida se desarrollaron de forma natural mediante leyes que permitieron la organización de estructuras al combinarse diversos elementos (materias inertes, moléculas o gérmenes) las especies producida se dividían en las aptas para sobrevivir a un entorno natural y las demás eran especies no viables, Maupertuis enseñó una especie de seleccionismo, las especies aptas fueron seleccionadas y se conservaron en la naturaleza y produjeron los descendientes que vemos hoy, las especies no viables al no ser seleccionadas perecieron y quedaron extintas, su teoría fue bastante próxima al muy posterior mutacionismo de Hugo de Vries (1848-1935). El seleccionismo enseñado por Maupertuis ha sido considerado como una especie de antecedente de la teoría de la selección natural.

## Obras
- Sur la figure de la terre (1738)

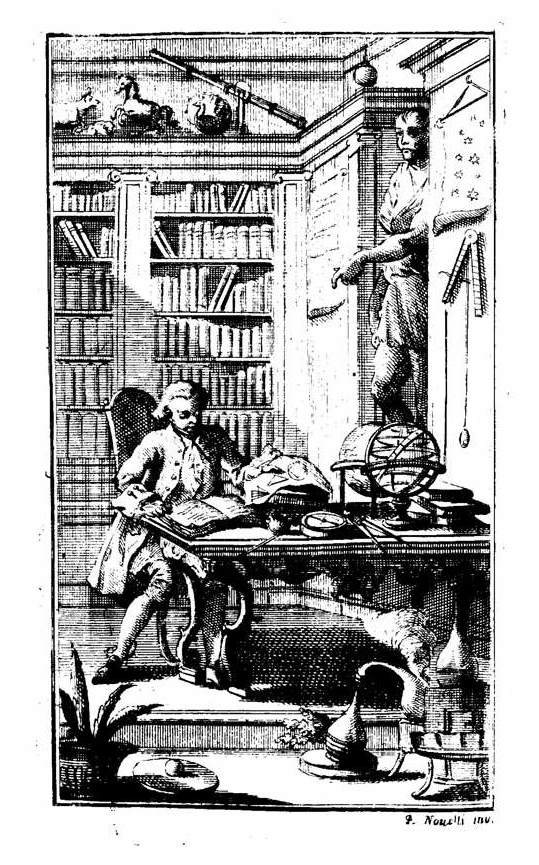
Lettres

- Discours sur la parallaxe de la lune (1741)
- Discours sur la figure des astres (1742)
- Eléments de la géographie (1742)
- Lettre sur la comète de 1742 (1742)
- Accord de différentes loix de la nature qui avoient jusqu’ici paru incompatibles (1744)
- Vénus physique (1745)
- Astronomie nautique (1745 e 1746)
- Les loix du mouvement et du repos déduites d'un principe metaphysique (1746)

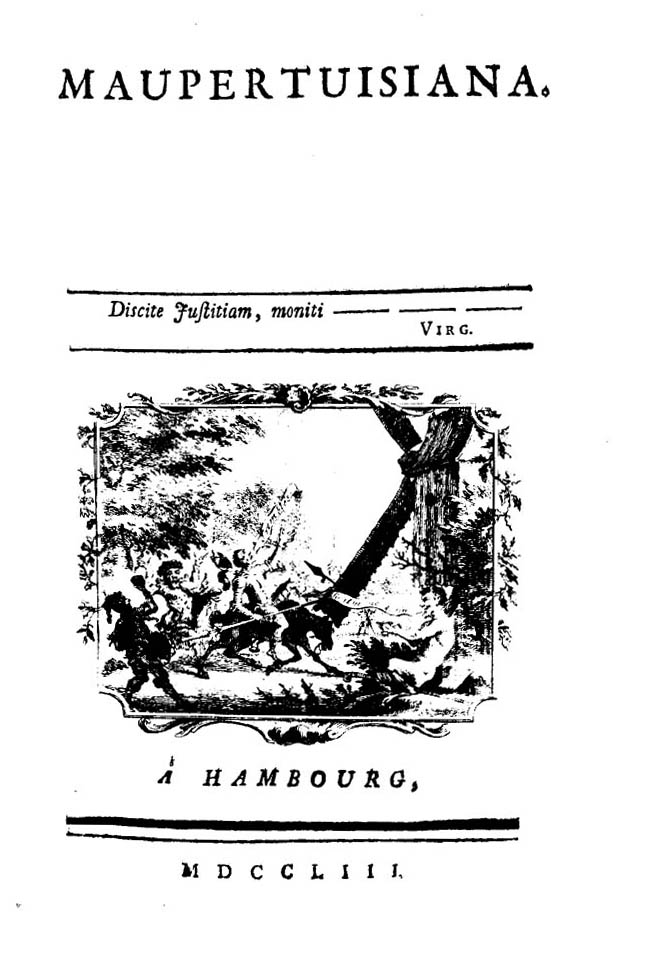
Maupertuisiana, 1753. Fue publicada anónimamente por Voltaire o König. En la portada se representa a Don Quijote (Maupertuis) atacando los molinos de viento con la lanza rota y exclamando "¡Tremoleu!". Debajo aparece Sancho Panza (Euler) montado en una silla de montar, mientras que a la derecha un sátiro exclama "¡Así se llega a las estrellas!"

- Essai de cosmologie (1750).

## Biografía
Maupertuis nació en Saint-Malo, Francia, en el seno de una familia de mercaderes-corsarios moderadamente rica. Su padre, Renė, había estado involucrado en una serie de empresas centrales para la monarquía, por lo que prosperó social y políticamente. El hijo fue educado en matemáticas por un tutor privado, Nicolas Guisnée, y al terminar su educación formal su padre le aseguró una comisión de caballería ampliamente honorífica. Después de tres años en la caballería, durante los cuales se relacionó con los círculos sociales y matemáticos de moda, se trasladó a París y comenzó a forjar su reputación como matemático e ingenio literario. En 1723 fue admitido en la Academia de Ciencias.
Sello conmemorativo de la Misión Geodésica Francesa a Laponia.
Sus primeros trabajos matemáticos giraron en torno a la controversia de la vis viva, para la que Maupertuis desarrolló y amplió la obra de Isaac Newton (cuyas teorías aún no eran ampliamente aceptadas fuera de Inglaterra) y argumentó contra la menguante mecánica cartesiana. En la década de 1730, la forma de la Tierra se convirtió en un punto álgido en la batalla entre sistemas mecánicos rivales. Maupertuis, basándose en su exposición de Newton (con la ayuda de su mentor Johan Bernoulli) predijo que la Tierra debía ser oblata, mientras que su rival Jacques Cassini midió astronómicamente que era prolata. En 1736, Maupertuis actuó como jefe de la misión geodésica francesa enviada por el rey Luis XV a Laponia para medir la longitud de un grado de arco del meridiano. Sus resultados, que publicó en un libro en el que detallaba sus procedimientos, resolvieron esencialmente la controversia a su favor. El libro incluía un relato de aventuras de la expedición y una relación de las inscripciones de Käymäjärvi en Suecia. A su regreso, se convirtió en miembro de casi todas las sociedades científicas de Europa.
Después de la expedición a Laponia, Maupertuis se dedicó a generalizar sus trabajos matemáticos anteriores, proponiendo el principio de mínima acción como principio metafísico que subyace a todas las leyes de la mecánica. También se adentró en el ámbito biológico, publicando de forma anónima un libro que era en parte ciencia popular, en parte filosofía y en parte erótica: Vénus physique. En esa obra, Maupertuis propuso una teoría de la generación (es decir, de la reproducción) en la que la materia orgánica poseía una "inteligencia" autoorganizada análoga al concepto químico contemporáneo de afinidades, que fue ampliamente leída y comentada favorablemente por Georges-Louis Leclerc, conde de Buffon. Más tarde desarrolló sus opiniones sobre los seres vivos en una obra seudónima más formal que exploraba la herencia, recogiendo pruebas que confirmaban las contribuciones de ambos sexos y tratando las variaciones como fenómenos estadísticos.
En 1740, Maupertuis viajó a Berlín invitado por Federico II de Prusia y participó en la batalla de Mollwitz montado en un burro, donde fue hecho prisionero por los austriacos. Una vez liberado, regresó a Berlín y de allí a París, donde fue elegido director de la Academia de Ciencias en 1742, y al año siguiente fue admitido en la Academia Francesa. De vuelta a Berlín en 1744, también por deseo de Federico II, fue elegido presidente de la Real Academia Prusiana de Ciencias en 1746, que controló con la ayuda de Leonhard Euler hasta su muerte. Su posición se volvió extremadamente incómoda con el estallido de la Guerra de los Siete Años entre su país y el de su patrón, y su reputación se resintió tanto en París como en Berlín. Al ver que su salud declinaba, se retiró en 1757 al sur de Francia con una joven, dejando a su esposa e hijos y se fue en 1758 a Basilea, donde murió un año después[5] El difícil talante de Maupertuis le involucró en constantes disputas, de las que son ejemplos sus controversias con Samuel König y Voltaire durante la última parte de su vida.
"La brillantez de gran parte de lo que hizo se vio socavada por su tendencia a dejar el trabajo inacabado, su incapacidad para realizar su propio potencial. Fue la perspicacia del genio la que le llevó al principio de mínima acción, pero la falta de energía intelectual o de rigor le impidió darle el fundamento matemático que Lagrange le proporcionaría... Revela notables facultades de percepción en la herencia, en la comprensión del mecanismo por el que se desarrollaron las especies, incluso en la inmunología, pero ninguna teoría totalmente elaborada. Su obra filosófica es la más apasionante: audaz, apasionante, bien argumentada".

## Eponimia
- El cráter lunar Maupertuis lleva este nombre en su memoria.[18]
- El asteroide (3281) Maupertuis también conmemora su nombre.[19]